# Partido del Patrimonio
El Partido del Patrimonio (malayo: Parti Warisan o Warisan ) es un partido político multirracial en Malasia que fue renovado y renombrado del Partido de la Herencia de Sabah (malayo: Parti Warisan Sabah), un partido con sede en Sabah dirigido por Shafie Apdal formado anteriormente en  17 de octubre de 2016 después de su expansión a la política a nivel nacional a fines de 2021.
El partido se formó el 17 de octubre de 2016, fundado por Ignatius Darell Leiking y Shafie Apdal. Fue nombrado originalmente como Parti Pembangunan Warisan Sabah (Partido de Desarrollo del Patrimonio de Sabah).
WARISAN acordó un pacto electoral con el Partido de Acción Democrática (DAP) y el Partido de la Justicia Popular (PKR) para las elecciones federales de 2018, con Shafie prometiendo que Warisan estaría representado en el gabinete federal si la coalición Pakatan Harapan (PH) llegara a poder, agregando que a través del pacto electoral "solo trabajarán juntos, sin unirse al PH, ya que su partido solo competirá en Sabah".
En las elecciones de 2018, el WARISAN obtuvo 8 escaños en el Dewan Rakyat y formó parte de la coalición del gobierno del Pakatan Harapan, que obtuvo mayoría absoluta. En el plano estatal, logró la primera minoría con 21 de los 60 escaños, logrando posteriormente tomar el control del gobierno estatal con ayuda de otros partidos.